# Aden Hashi Farah
Aden Hashi Farah Ayro (en somali : Aaden Xaashi Faarax Ceyroow ; en arabe : آدم حاشي فارح عيرو), est un chef du groupe islamiste somalien Al-Shabbaab. Il meurt le 1er mai 2008, lors du bombardement américain de Dhusamareb (en), au cours duquel Sheikh Muhyadin Omar est également tué.